# Gephyrochromis lawsi
Gephyrochromis lawsi är en fiskart som beskrevs av Fryer, 1957. Gephyrochromis lawsi ingår i släktet Gephyrochromis och familjen Cichlidae. IUCN kategoriserar arten globalt som livskraftig. Inga underarter finns listade i Catalogue of Life.